# Вилхелм Раабе (награда 2000)
Литературната награда „Вилхелм Раабе“ (2000) (на немски: Wilhelm-Raabe-Literaturpreis) е учредена през 2000 г. от град Брауншвайг заедно с Радио Германия и заменя присъжданата от 1944 до 1990 г. „Награда Вилхелм Раабе“ (на немски: Wilhelm-Raabe-Preis).
С наградата се удостоява създадена на немски език прозаична творба.
Отначало отличието се раздава на всеки две години и е на стойност 25 000 €. След 2010 г. се присъжда ежегодно и възлиза на 30 000 €.

## Носители на наградата
- Райналд Гьоц (2000)
- Йохен Мисфелт (2002)
- Ралф Ротман (2004)
- Волф Хаас (2006)
- Катя Ланге-Мюлер (2008)
- Андреас Майер (2010)
- Сибиле Левичаров (2011)
- Кристиан Крахт (2012)
- Марион Пошман (2013)
- Томас Хетхе (2014)
- Клеменс Й. Зец (2015)
- Хайнц Щрунк (2016)
- Петра Морсбах (2017)
- Юдит Шалански (2018)